# Токаревка Вторая
Токаревка Вторая (укр. Токарівка Друга), село,
Токаревский сельский совет,
Дергачёвский район,
Харьковская область.
Код КОАТУУ — 6322082509. Население по переписи 2001 года составляет 34 (16/18 м/ж) человека.

## Географическое положение
Село Токаревка Вторая находится на левом берегу реки Татарка; выше по течению на расстоянии в 2 км расположено село Токаревка, ниже по течению на расстоянии в 1 км — село Лобановка; на противоположном берегу находится село Дубовка, на расстоянии в 2 км находится железнодорожная станция Платформа 747 км.

## История
- 1850 — дата основания.
- В середине 19 века хутор назывался Токарев 2-й.[1]
- На военно-топографических картах Шуберта 1860-х годов хутора Токарев 1-й.[6] и Токарев 2-й[1] перепутаны местами: на деле Токаревка Первая находится выше по течению р. Татарки, Вторая — ниже.
- В 1940 году, перед ВОВ, в Токарево 2 было 24 двора.[2]